# Textricella signata
Textricella signata är en spindelart som beskrevs av Forster 1959. Textricella signata ingår i släktet Textricella och familjen Micropholcommatidae. Inga underarter finns listade i Catalogue of Life.